# 미국학파
미국학파(American School) 또는 내셔널 시스템(National System)은 정치, 정책, 철학 분야에서 서로 다르지만 관련된 세 가지 구조를 대표한다. 이 정책은 1790년대부터 1970년대까지 존재했으며, 실제 실행 정도와 세부 사항이 잦아들고 쇠퇴했다. 역사가 마이클 린드(Michael Lind)는 이를 다른 경제 사상과 논리적, 개념적 관계를 가진 일관된 응용 경제 철학으로 묘사한다.
미국 남북 전쟁부터 20세기 중반까지 미국의 국가 정책을 지배한 거시경제 철학이다. 중상주의와 밀접하게 관련되어 있어 고전파 경제학에 반대되는 것으로 볼 수 있다. 이는 다음 세 가지 핵심 정책으로 구성되었다.
1. 선별적인 높은 관세(특히 1861~1932년)와 보조금(특히 1932~1970년)을 통해 산업을 보호한다.
2. 목표로 삼은 내부 개선을 창출하는 인프라에 대한 정부 투자(특히 교통 분야)
3. 투기보다는 생산적인 기업의 성장을 촉진하는 정책을 펼치는 국립은행이다.

미국학파의 핵심 요소는 존 퀸시 아담스(John Quincy Adams)와 그의 전국 공화당, 헨리 클레이(Henry Clay), 휘그당(Whig Party), 에이브러햄 링컨(Abraham Lincoln)에 의해 이 경제 시스템을 수용, 실행 및 유지한 초기 공화당을 통해 추진되었다.

## 같이 보기
- 미국 시스템
- 안데르스 쉬데니우스
- 수입 대체 산업화
- 요한 하인리히 폰 튀넨
- 에이브러햄 링컨
- 윌리엄 페티

일반
- 경제사상사
- 역사학파 경제학